# Сомали (регион)
Сомали́ (амх. ሶማሌ ክልል, сомал. Deegaanka Soomaalida) — один из 12 регионов (штатов) Эфиопии. Административный центр — город Джиджига.

## История
До 1992 года административным центром региона был город Кебри-Дахэр, однако столица была перенесена в Годе. В 1994 году по политическим и стратегическим соображениям она вновь была перенесена в Джиджигу.
В конце 2005 года в результате наводнения погибло около 100 человек, а также 100 000 местных жителей пострадали. Наводнение также уничтожило жилье для 25 000 сомалийских беженцев в Кении.

## География
Граничит с государством Сомали на юго-востоке и северо-востоке, с Кенией — на юго-западе, с эфиопскими регионами Оромия, Афар и Дыре-Дауа — на западе. Регион занимает значительную часть территории исторического региона Огаден, до 1995 года являвшегося крупной частью провинция Харэрге.

## Население
По данным переписи 2007 года население региона составляет 4 445 219 человек, из них 2 472 490 мужчин и 1 972 729 женщин. Городское население насчитывает 623 004 человека (14,02 %). Средняя плотность населения — 15,9 чел/км². В регионе насчитывается 685 986 отдельных хозяйств, таким образом, в среднем приходится 6,8 человек на одно хозяйство (6 — в городских районах и 6,5 — в сельских).
Этнический состав: сомалийцы (97,2 %), оромо (0,46 %), амхара (0,66 %), гураге (0,12 %). Наиболее распространённый язык — сомалийский, он является родным для 96,82 % населения. 0,51 % населения назвали родным язык оромо, 0,92 % — амхарский язык. Мусульмане составляют 98,4 %;  христиане-монофизиты — 0,6 %; представители других религий — около 1 %.
На территории региона располагались 8 лагерей для беженцев и 1 транзитный центр, в которых находились 212 967 беженцев из Сомали.
По данным прошлой переписи 1994 года население региона насчитывало 3 439 860 человек, из них 1 875 996 мужчин и 1 563 864 женщины. Численность городского населения составляла 492 710 человек. Этнический состав населения на тот период был следующим: сомалийцы (96,23 %); оромо (2,25 %); амхара (0,69 %) и гураге (0,14 %). 95,9 % населения считали родным языком сомалийский; 2,24 % — оромо и 0,92 % — амхарский. 98,7 % населения исповедовали ислам; 0,9 % — монофизитство и 0,3 % — другие религии.
По данным CSA на 2004 год только 38,98 % населения имеют доступ к чистой питьевой воде (21,32 % в сельской местности и 77,21 % в городах). Качество жизни в регионе остаётся крайне низким. Уровень грамотности составляет всего 22 % для мужчин и 9,8 % для женщин. Младенческая смертность составляет 57 на 1000 родившихся, что впрочем ниже среднего по стране показателя 77 на 1000 родившихся. Более половины этих смертей происходит в первый месяц жизни младенца.

## Административное деление
В административном отношении регион Сомали делится на 9 зон, а те в свою очередь подразделяются на 67 ворэд. Точное количество ворэд неизвестно, так как в документах CSA за 2005 и 2007 годы их число и названия различаются. Ниже приведён список зон региона.
- Афдер (Afder)
- Дэгэх-Бур (Degehabur)
- Фик (Fiq)
- Годе (Gode)
- Джиджига (Jijiga)
- Корахе (Korahe)
- Либен (Liben)
- Шиниле (Shinile)
- Уордер (Werder)